# Beroun-Město
Beroun-Město (dříve Horní předměstí, Plzeňské předměstí) je část města Beroun v okrese Beroun. Jedná se dnes o hlavní část města s výjimkou historického jádra, které tvoří samostatnou část Beroun-Centrum. Místní část Beroun-Město leží spolu s několika dalšími centrálními místními částmi (Centrum, Zavadilka, Závodí) v katastrálním území Beroun. 

## Historie
K městu již od středověku patřila i tři předměstí: před Plzeňskou bránou Horní předměstí, před Pražskou bránou Dolní předměstí (dnešní Závodí) a před Českou fortnou, do níž ústila Česká ulice, Hrnčířské předměstí. V druhé polovině 18. století bylo Hrnčířské a Horní předměstí spojeno. V době očíslování domů a soupisu obyvatel roku 1770 se Horní předměstí nazývá Plzeňským předměstím (dnešní Město) a Dolní předměstí Pražským předměstím (dnešní Závodí).
Záznamy v Historickém lexikonu obcí vypadají, jako by Město bylo částí Berouna jen v letech 1880–1910 a pak znovu od 1. ledna 1980, ve skutečnosti toto předměstí bylo součástí města kontinuálně již od středověku.

## Území
K části Beroun-Město patří i hřeben s kopci Brdatka (377 m n. m.) a Děd (492 m n. m.) severně od vlastního města. Dominantou zastavěné oblasti místní části je Městská hora (290 m n. m.). Místní část Beroun-Město na východě sousedí přes Berounku s částí Beroun-Závodí, k níž patří i ostrov. Na jihu tvoří železniční Trať 170 hranici s místními částmi Beroun-Zavadilka a Beroun-Jarov. Jižní částí místní části Beroun-Město prochází údolím Litavky souběžně s železniční tratí 170 dálnice D5. Na jihozápadě s Městem sousedí Králův Dvůr, který je nyní samostatným městem. Na severu za kopci sousedí místní část Beroun-Město s místní částí Beroun-Zdejcina a krátkými úseky hranice též s územím Stradonice u Nižboru a přes Berounku s obcí Hýskov.

## Obyvatelstvo
| Rok            | 1869  | 1880  | 1890  | 1900  | 1910  | 1921 | 1930  | 1950 | 1961 | 1970   | 1980   | 1991   | 2001   | 2011   | 2021   |
| -------------- | ----- | ----- | ----- | ----- | ----- | ---- | ----- | ---- | ---- | ------ | ------ | ------ | ------ | ------ | ------ |
| Počet obyvatel | 1 449 | 2 073 | 2 553 | 4 659 | 5 721 | 0    | 7 266 | 0    | 0    | 12 225 | 13 298 | 14 533 | 13 884 | 14 505 | 15 398 |
| Počet domů     | 163   | 172   | 202   | 298   | 396   | 459  | 738   | 0    | 0    | 1 108  | 1 170  | 1 314  | 1 359  | 1 611  | 1 829  |